# Каховський Георгій Всеволодович
Каховський Георгій Всеволодович (1865 - р.с.н.) - український ентомолог, музейний діяч, природоохоронець.
Біографія
Каховський Георгій Всеволодович народився 1865 р. біля м. Слов’янська, ймовірно це с. Стародубівка Ізюмського повіту, Харківської губ., Російської імперії (нині — с. Стародубівка в Слов’янському районі Донецькій області). Батьком Георгія був український письменник, генерал та військовий педагог Всеволод Порфирійович Коховський (Каховський), який з 1889 до 1891 р. обіймав посаду директора Петербурзького педагогічного музею військово-навчальних закладів «Соляной городок». 
Навчався Г. В. Каховський у гімназії, яку закінчив у 1884 р. Продовжив навчання на дворічних курсах з природознавства при Петербурзькому педагогічному музеї військово-навчальних закладів «Соляном городке», які закінчив у 1888 р. «Соляной городок», що також мав назву Першого народного університету, був просвітницькою установою широкого профілю, призначеною, головним чином, для широких народних мас. 
Основу установи складав педагогічний музей, що включав аудиторію для постійних народних читань, перших за часом організації в Росії, публічних лекцій, курсів, загальнодоступних музичних класів тощо.
Закінчивши навчання, Г. В. Каховський спочатку працював у майстерні наочного приладдя у Петербурзі, а до 1898 р. — помічником охоронця Педагогічного музею. Згодом став організатором Музею місцевого краю в Боровичах Новгородської губернії. У складі експедиції Червоного Хреста й місії Міністерства закордонних справ дослідник брав участь у двох наукових експедиціях до Східної Африки, в ході яких відкрито цілий ряд нових для науки родів та видів у галузі зоології та ентомології. Результатам отриманих даних присвячено ряд наукових статей в «Известиях Российской академии наук», «Horac» та «Zeitschrih der entomol Wesellsehalt».
Після завершення експедиції Каховський Г. В. працював у Зоологічному музеї Російської академії наук, а також у Російському ентомологічному товаристві. Наприкінці 1916 р. вчений переїжджає до Харкова та починає наукову роботу в Ентомологічному бюро при Народному комісаріаті земельних справ УСРР як позаштатний співробітник. Пізніше отримав штатну посаду фахівця-інструктора, яку займав до реорганізації комісаріату в 1922 р. З 1920 до 1925 р. працював асистентом в Інституті поширення природознавства, займаючись питаннями краєзнавства: вивчення місцевої природи, збір матеріалів для влаштування музею. 
Крім того, вчений проводив активну лекторську популяризаційну діяльність з ентомології, виступаючи перед колективами на запрошення різних установ м. Харкова (у Будинку Червоної Армії, їдальні друкарів НКО УСРР, Червоній друкарні ім. Леніна, клубі Профінтерна, сільбудинкові та ін.).
З 1927 до 1930 р. наукова та організаційна діяльність вченого пов’язана із Всеукраїнським соціальним музеєм ім. т. Артема, в якому він обіймав посаду директора. 1 грудня 1927 р. Г. В. Каховський прийняв справи, печатку, штамп та майно музею від колишнього директора М. Г. Криворотченка. 
Очоливши музейну установу, яка структурно поділялася на відділи: природних умов, продукційних сил, виробництва, охорони здоров’я, мистецтва, релігії та культури і побут буржуазії, Г. В. Каховський зосередив свою наукову діяльність у відділі природних умов, займаючись виявленням біоценозів, вивченням еволюції організмів і впливу навколишнього середовища на організми. Завдяки Г. В. Каховському у музеї була широко представлена ентомологічна колекція комах Харківщини, зібрана як ним особисто, так і під його керівництвом. 
З початку 1930-х років Г. В. Каховський одночасно працює на посаді Вченого секретаря Українського комітету охорони пам’яток культури.
Подальша доля Каховського Георгія Всеволодовича не відома.